# Darnell Hinson
Darnell Hinson (* 28. Mai 1980 in Muskogee, Oklahoma) ist ein US-amerikanischer Basketballspieler mit puerto-ricanischem Pass. Nach dem Studium in seinem Heimatland spielte Hinson zunächst als Profi in Europa und Australien, bevor er die Sommerpause nutzte, um auch in seiner zweiten Heimat Puerto Rico sowie auf den Philippinen zu spielen. In Europa war er bislang in der deutschen 2. Basketball-Bundesliga, den Niederlanden, Frankreich, Polen und Russland sowie zwei Vereinen in der österreichischen Bundesliga aktiv.

## Karriere
Hinson studierte an der Northeastern State University in Tahlequah, dem Hauptsitz der Cherokee Nation. Die indianisch geprägte Universität hat auch einen Campus in Hinsons Heimatstadt. Die Basketballmannschaft Redmen, die seit 2006 in RiverHawks umgetauft wurde, spielte zu Hinsons Zeit in der Lone Star Conference der NCAA Division II. 2002 gewann man die Meisterschaft dieser Conference und 2003 gewann man die landesweite Endrunde im Finale nach einem Sieg gegen die Panthers des Kentucky Wesleyan College, die zum sechsten Mal in Folge das Finale erreicht hatten. Den Panthers wurde die Finalteilnahme später wegen Einsatz nicht berechtigter Spieler wieder aberkannt. Hinson wurde als „Most Valuable Player“ des Finalturniers ausgezeichnet.
2004 begann Hinson eine Profikarriere und unterschrieb einen Vertrag beim ehemaligen Erstligisten USC aus Freiburg im Breisgau in der 2. Basketball-Bundesliga Gruppe Süd und erreichte mit dem Verein eine Mittelfeldplatzierung in der Saison 2004/05. Anschließend spielte er zwei Spielzeiten in der niederländischen FEB für Landstede aus Zwolle und danach für die Hanzevast Capitals aus Groningen. In beiden Spielzeiten wurde er zum All-Star Game der Liga eingeladen.
Für die Spielzeit 2007/08 ging Hinson nach Australien in die National Basketball League, wo er für die Razorbacks in Sydney spielte. In der Spielpause der NBL spielte er dann auf Puerto Rico für die Vaqueros aus Bayamón, bevor er nach Australien zurückkehrte und für die Wildcats aus Perth antrat, die jedoch im Play-off-Viertelfinale Mitte Februar ausschieden. Für den Rest der europäischen Spielzeit schloss sich Hinson dem ehemaligen Europapokalsieger CSP Élite aus Limoges in der zweiten französischen Liga LNB Pro B an. In den Play-offs der zweiten Liga schlug man Paris-Levallois Basket, die den Aufstieg als Hauptrundenerster bereits sicher hatten, verlor aber das Finale um den zweiten Aufstiegsplatz gegen Union Poitiers Basket 86.
Im Sommer 2010 spielte Hinson erneut in der Baloncesto Superior Nacional (BSN) auf Puerto Rico diesmal für die Gallitos aus Isabela. Anschließend kam er dann nach Europa zurück und spielte in der polnischen PLK für Polonia aus der Hauptstadt Warschau. Polonia erreichte nur den zehnten Platz in der Meisterschaft 2011 und musste sich aus wirtschaftlichen Gründen nach der Spielzeit aus der höchsten Spielklasse zurückziehen. Hinson derweil gab ein Gastspiel auf den Philippinen und spielte erneut für die Gallitos aus Isabela im Sommer 2011. Anschließend kehrte er nach Polen zurück und schloss sich dem vormaligen Meisterschaftsdritten Energa Czarni aus Słupsk an. Diese Platzierung hatte man auch nach der Hauptrunde inne, fiel aber dann in der Meisterschaftsrunde zurück, um in den Play-offs im Viertelfinale auszuscheiden. In der folgenden Saison 2012/13 schloss sich Hinson am Jahresende den Oberwart Gunners an in der österreichischen Basketball-Bundesliga.